# Nayera Kohistani
Nayera Kohistani es una activista por los derechos de las mujeres afganas que vivió el primer gobierno talibán en su país y fue una manifestante cuando llegaron al poder de nuevo. En 2022 abandonó el país tras ser encarcelada. Es una destacada manifestante contra el “apartheid de género” y la criminalización del género en Afganistán.

## Biografía
Nayera Kohistani nació en Afganistán y fue una de las últimas generaciones de mujeres en Afganistán en tener educación secundaria y superior. Era muy joven cuando los talibanes gobernaron por primera vez su país. Quemaron escuelas y su padre fue maltratado. Después de completar su educación, trabajó para ONG en Afganistán.  En 2004 se modificó la constitución del país para añadir medidas para mejorar la igualdad entre hombres y mujeres gracias a la caída de los talibanes y a los cambios en el acuerdo de Bonn de 2001 y también permitió a Nayera Kohistani y a sus compañeras completar su educación secundaria y graduarse de la universidad. 
En 2021 Kabul volvió a quedar bajo el control de los talibanes, Nayera Kohistani estaba haciendo cola afuera de la oficina de pasaportes mientras los partidarios de los talibanes azotaban a quienes estaban haciendo fila. Se unió a las protestas aunque sabía que estaban bajo vigilancia. Había dejado a sus hijos con su madre sabiendo que tal vez no los volvería a ver. Dice que en las protestas participaron unas 50 personas. Tamana Zarriab Paryani fue arrestada y Nayera Kohistani estaba entre los que eran buscados para ser interrogados.A pesar de utilizar casas seguras y nombres clave cuando hablaba con amigos, fue arrestada. Cuando fue liberada y continuó con sus actividades encubiertas, sintió que corría el riesgo de ser arrestada nuevamente. Salió de Afganistán en mayo de 2022 con solo su hijo como compañía, ya que eran las únicas personas de su familia con pasaportes.
En septiembre de 2023 se unió a un grupo de mujeres que iniciaron una huelga de hambre que duró diez días para protestar por el trato que reciben las mujeres en Afganistán.Entre sus compañeros manifestantes se encontraban las destacadas activistas afganas Tamana Zaryab Paryani y Wahida Amiri. El Consejo de Derechos Humanos recibió un informe conjunto de los Relatores Especiales Dorothy Estrada-Tanck y Richard Bennett sobre la discriminación de la mujer en el Afganistán, cuando ese país estaba nuevamente gobernado por los talibanes. Concluyeron que la situación dio lugar a un "apartheid de género". Se consideró que Afganistán era el país con la peor situación del mundo para las mujeres y las niñas. 
En el Día Internacional de la Mujer de 2024, Nayera Kohistani se unió a un panel que incluía a Dorothy Estrada-Tanck, la embajadora de Malta Vanessa Frazier, la profesora Penelope Andrews y la Premio Nobel Malala Yousafzai, moderada por Jomana Karadsheh de CNN. El panel destacó lo que Nayera Kohistani llamó la "criminalización del género" en Afganistán.  Kohistani pidió a la comunidad internacional que reflexionara sobre "¿dónde vamos a trazar la línea roja?" 
Al día siguiente, cuando se publicó su historia, señaló que las autoridades de su país habían negado el acceso a la educación a millones de niñas como su propia hija. 